# Ian Hill
Ian Frank Hill (nascido em 20 de janeiro de 1951 em Yew Tree Estate, West Bromwich, Inglaterra) é um baixista inglês, co-fundador e o único membro original da banda de heavy metal Judas Priest.
Ian Hill, em tanto tempo de banda, escreveu/co-escreveu apenas 3 músicas. "Winter", "Caviar and Meths" (ambas do álbum Rocka Rolla) e "Invader" (do álbum Stained Class).

## Biografia
Ian aprendeu a tocar o contrabaixo acústico com o seu pai, um contrabaixista que tocava para algumas bandas locais. Seu pai veio a falecer quando ele tinha apenas quinze anos de idade, mas sua contribuição musical para Hill foi essencial para os anos seguintes da vida de seu filho. Na década de 60, junto com K.K. Downing e John Ellis, dois colegas de escola, Hill fundou a banda Freight. Eles utilizaram esse nome até 1969, onde se juntaram a Al Atkins, que acabara de se desfazer de sua antiga banda, o Judas Priest. Logo após sua entrada na banda, Atkins sugeriu uma mudança para o nome de sua antiga banda: Judas Priest.
A sugestão foi aceita, e assim começava o Judas. Ian nunca saiu da banda e acompanhou a banda em sua jornada até o sucesso que é.
Hill é conhecido por suas linhas de baixo melódicas e sólidas, que são ideias para os guitarristas e a voz de Rob Halford. Ele também tocou um baixo double neck, em um show do DVD Electric Eye. No começo da banda (músicas dos dois primeiros álbuns), ele usava a técnica do pizzicato, mas, com o tempo, começou a tocar com uma palheta, que lhe confere mais agressividade no som. Em algumas ocasiões, ele ainda utiliza o pizzicato.
Hill também é responsável por colocar Rob Halford no Judas Priest. Ele o conheceu enquanto namorava a irmã de Halford, Sue, e a disse que precisava de um novo vocalista para a banda. Halford aceitou deixar a sua banda, 'Hiroshima', e trouxe junto com ele o baterista John Hinch,  que mais tarde seria dispensado pela banda por "inadequação musical", de acordo com Tipton. Ian compôs uma unica musica no Judas Priest, "Invader" do album "Stained Class" em parceria com Glenn.

## Equipamentos musicais
No começo da banda, Hill usava um Fender Jazz Bass '70, mais tarde trocando por baixos Hamer, no começo da década de 80. Hill atualmente usa baixos Spector, depois de ter começado a usar essa marca, no fim dos anos 80. A Spector produz um "signature bass" do Ian Hill, baseado no Spector NS-2, que Ian Hill usava no fim dos anos 80, com 24 trastes (braço estreito) e uma afinação opcional em BEAD.
Enquanto Hill tem usado vários amplificadores diferentes em sua carreira, ele vem usando produtos SWR desde o fim dos anos 90. Seu setup atual consiste em dois amplificadores SWR SM1500 e quatro gabinetes SWR TRIAD. Durante a gravação de Jugulator e Demolition, Hill usou baixos de 5 cordas da Spector, com diferentes afinações, para alcançar notas mais graves, pois os guitarristas afinaram suas guitarras em tons mais graves.

## Vida pessoal
Ian foi casado com Sue Halford, irmã de Rob Halford, de 1976 até o divórcio, em 1984. Eles tiveram um filho, Alex, que nasceu em 1980. Ian morou na Flórida enquanto estava casado com sua segunda mulher, uma norte-americana chamada Letitia. Eles tiveram uma filha com o mesmo nome.
Atualmente ele reside em Staffordshire, Inglaterra, com sua mulher, Jean, seus enteados; Andrew e sua filha.

## Discografia
- 1974 - Rocka Rolla
- 1976 - Sad Wings of Destiny
- 1977 - Sin After Sin
- 1978 - Stained Class
- 1978 - Killing Machine
- 1980 - British Steel
- 1981 - Point of Entry
- 1982 - Screaming for Vengeance
- 1984 - Defenders of the Faith
- 1986 - Turbo
- 1988 - Ram It Down
- 1990 - Painkiller
- 1997 - Jugulator
- 2001 - Demolition
- 2005 - Angel of Retribution
- 2008 - Nostradamus
- 2014 - Redeemer of Souls